# Bar el Gazal
El Bar el Gazal es una región del oeste de Sudán del Sur. Su nombre proviene del río el Gazal.

## Geografía
La región está formada por los estados de Bar el Gazal del Norte, Bar el Gazal Occidental, Lagos y Warab. Limita con la República Centroafricana al oeste. Es una zona de pantanos y mesetas de la meseta Roca de Hierro habitadas principalmente por el pueblo dinka, que se ganan la vida a través de la agricultura de subsistencia y la cría de ganado, además de las menos numerosas tribus luwo y fartit.

## Historia
La zona era históricamente objetivo a las incursiones de los invasores de fur de la vecina región de Darfur. El jedive de Egipto hizo de Bar el Gazal su provincia en 1864. Surgieron en la región ricos comerciantes nativos, que se erigieron como príncipes con grandes ejércitos. El más poderoso de ellos, al-Zubayr, luchó y derrotó a una fuerza turco/egipcia conjunta enviada a Bar el Gazal en 1873. El jedive reconoció su derrota e hizo Bar el Gazal una provincia nominal de Egipto, con al-Zubayr como su gobernador. Se quedó bajo el control mahdista en 1884, cuando Karam Allāh Muḥammad Kurkusāwī fue nombrado gobernador (emir).
La región fue visitada por el antropólogo Edward Evan Evans-Pritchard en 1929. La misma fue incorporada más tarde al Sudán anglo-egipcia y se convirtió en la novena provincia después de haber sido separado de Ecuatoria en 1948, y más tarde en una provincia, y en el estado bajo la República de Sudán. En 1996, la región fue dividida en los cuatro distritos actuales como parte de una reorganización administrativa del país. Durante el período de condominio del dominio conjunto británico-egipcio, el área fue administrada por funcionarios de distrito británicos; debido a las inundaciones anuales y a que las condiciones para los viajes eran complicadas, el área se convirtió en parte de lo que se conocía coloquialmente en el Servicio de Sudán británico como "El Pantano", con funcionarios de distrito británico conocido como "Barones del Pantano" (Wyndham, 1937).
La región se ha visto afectada por la guerra civil por muchos años. Era una escena de los combates en la primera guerra civil sudanesa. En 1982, el Ejército de Liberación del Pueblo de Sudán (ELPA) fue fundado allí por John Garang para luchar contra el gobierno dominado por los árabes en Jartum. Este fue el comienzo de lo que rápidamente se hizo conocido como la segunda guerra civil sudanesa. El conflicto posterior duró hasta 2003 y mató a más de dos millones de personas. Una fracción importante de la población de la región fue desplazada internamente o se refugiaron en los países vecinos.
Según la legislación aprobada por el Gobierno de Sudán del Sur en 2011, Bar el Gazal podría alojar una ciudad planificada en Ramciel destinado a servir como la nueva capital nacional. Si se construye una nueva capital en Ramciel, marcaría un cambio desde el centro de poder en Equatoria, aunque Ramciel se encuentra muy cerca de la frontera entre el estado de Lagos y Ecuatoria Central.